# Michael C. Talbot
Michael Coleman Talbot (ngày 29 tháng 9 năm 1953 – ngày 27 tháng 5 năm 1992) là một tác giả người Mỹ của một số cuốn sách nêu bật sự tương đồng giữa thuyết thần bí cổ đại và cơ học lượng tử, đồng thời tán thành một mô hình lý thuyết về thực tại cho thấy vũ trụ vật lý giống như một hình toàn ảnh dựa trên nghiên cứu và kết luận của David Bohm và Karl H. Pribram. Theo Talbot, ESP, thần giao cách cảm, và các hiện tượng huyền bí khác là sản phẩm của mô hình thực tại toàn ảnh này.

## Thiếu thời
Talbot chào đời tại Grand Rapids, Michigan, vào ngày 29 tháng 9 năm 1953 và lớn lên ở Lowell, một thị trấn nhỏ gần đó. Ông theo học Đại học Tiểu bang Michigan từ năm 1971-1974 nhằm theo đuổi một nền giáo dục chiết trung. Trong khi Talbot viết khá nhiều vào thời điểm đó, ông cũng tham gia vào nhiều nỗ lực khác. Talbot đã tự học cách chơi piano bằng cách nhốt mình trong phòng piano trong thời gian dài. Ông còn là một fan hâm mộ tuyệt vời của Scriabin. Ông dành khá nhiều thời gian cho việc vẽ tranh, và kết bạn với các giảng viên ngành Lịch sử Nghệ thuật để thảo luận về nghệ thuật và văn hóa. Khi còn trẻ, Talbot rất quan tâm đến những điều huyền bí, điều này cho phép ông dành hàng giờ tiêu khiển cho những nhóm bạn nhỏ bằng những câu chuyện về những hồn ma quậy phá, UFO, v.v...

## Sự nghiệp
Ông vốn là một tác giả chuyên viết truyện hư cấu và khoa học viễn tưởng. Ông cũng đóng góp các bài báo cho tờ The Village Voice và các ấn phẩm khác.
Talbot đã cố gắng kết hợp tâm linh, tôn giáo và khoa học để làm sáng tỏ những câu hỏi sâu sắc. Những cuốn sách phi hư cấu của ông bao gồm Mysticism And The New Physics (Chủ nghĩa thần bí và vật lý mới), Beyond The Quantum (Vượt ra ngoài lượng tử) và The Holographic Universe (Vũ trụ toàn ảnh).

## Đời tư và cái chết
Talbot công khai là người đồng tính và sống chung với bạn trai. Năm 1992, Talbot chết vì bệnh bạch cầu lympho ở tuổi 38.

## Tác phẩm
Tiểu thuyết
- The Delicate Dependency, 1982 (Valancourt Books tái bản năm 2014), ISBN 1941147240
- The Bog, 1986 (Valancourt Books tái bản năm 2015)
- Night Things, 1988 (Valancourt Books tái bản năm 2015)

Phi hư cấu
- Mysticism And The New Physics, ISBN 0-14-019328-6, 1980 (tái bản năm 1992)
- Beyond The Quantum, ISBN 0-553-34480-3, 1986[8][9]
- Your Past Lives - A Reincarnation Handbook, 1987, ISBN 0517563010
- The Holographic Universe, ISBN 0-06-092258-3, 1991[10]